# Material particulado em suspensão

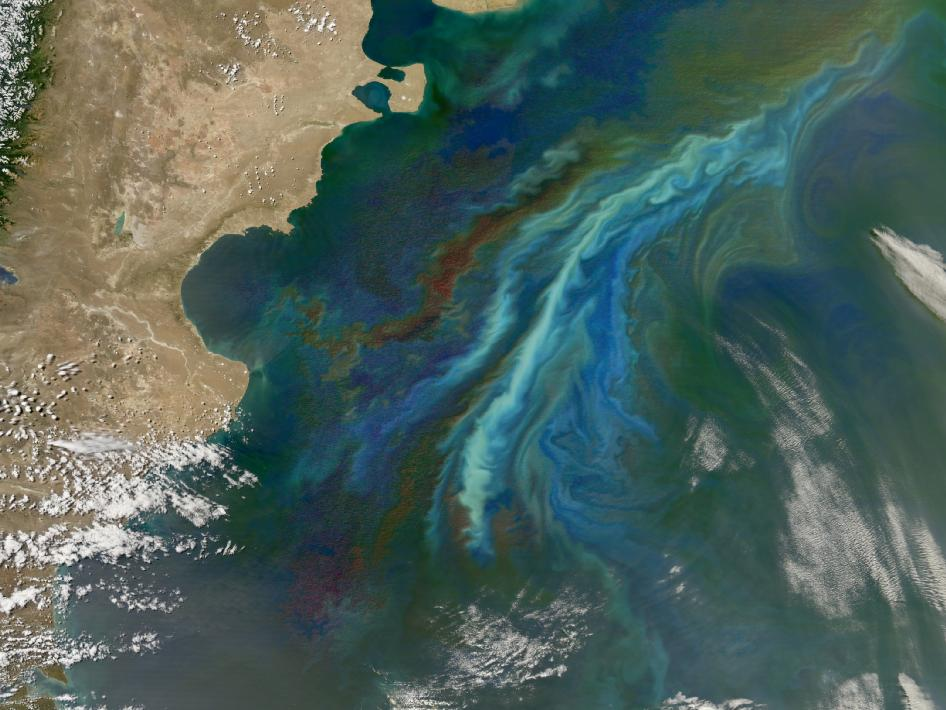
Imagem de satélite que mostra o material particulado em suspensão na água durante uma floração de fitoplâncton no oceano.

Em oceanografia e limnologia, material particulado em suspensão (também conhecido pela sigla MPS) é o conjunto de partículas sólidas, de origem orgânica ou inorgânica, que está disperso na coluna de água de um corpo hídrico (rio, lago, oceano). Os termos sólidos suspensos ou material suspenso total na água também são empregados para referir-se ao material particulado em suspensão. Geralmente a concentração do material particulado em suspensão é expressa em unidades de mg/L.
Para fins didáticos, a definição tradicional de material particulado em suspensão é "todo material que fica retido em um filtro de 0,45 µm de porosidade após filtração da água". O processo de filtração separa o material particulado e o material dissolvido na água. A solução que passa pelo filtro é uma mistura de material verdadeiramente dissolvido e colóides. Porém, em estudos oceanográficos, nem sempre é possível ou viável seguir a definição tradicional. Assim, muitas vezes são empregadas membranas de filtração com outras porosidades para separação do material particulado em suspensão. Geralmente essas membranas têm retenção nominal um pouco maior que 0,45 µm (por exemplo, 0,7 μm ou 1,2 μm). Portanto, a distinção entre material particulado em suspensão e material dissolvido na água é operacional e depende da aplicação.

## Composição
O material particulado em suspensão pode ter origem orgânica ou inorgânica.

#### Filtração a vácuo

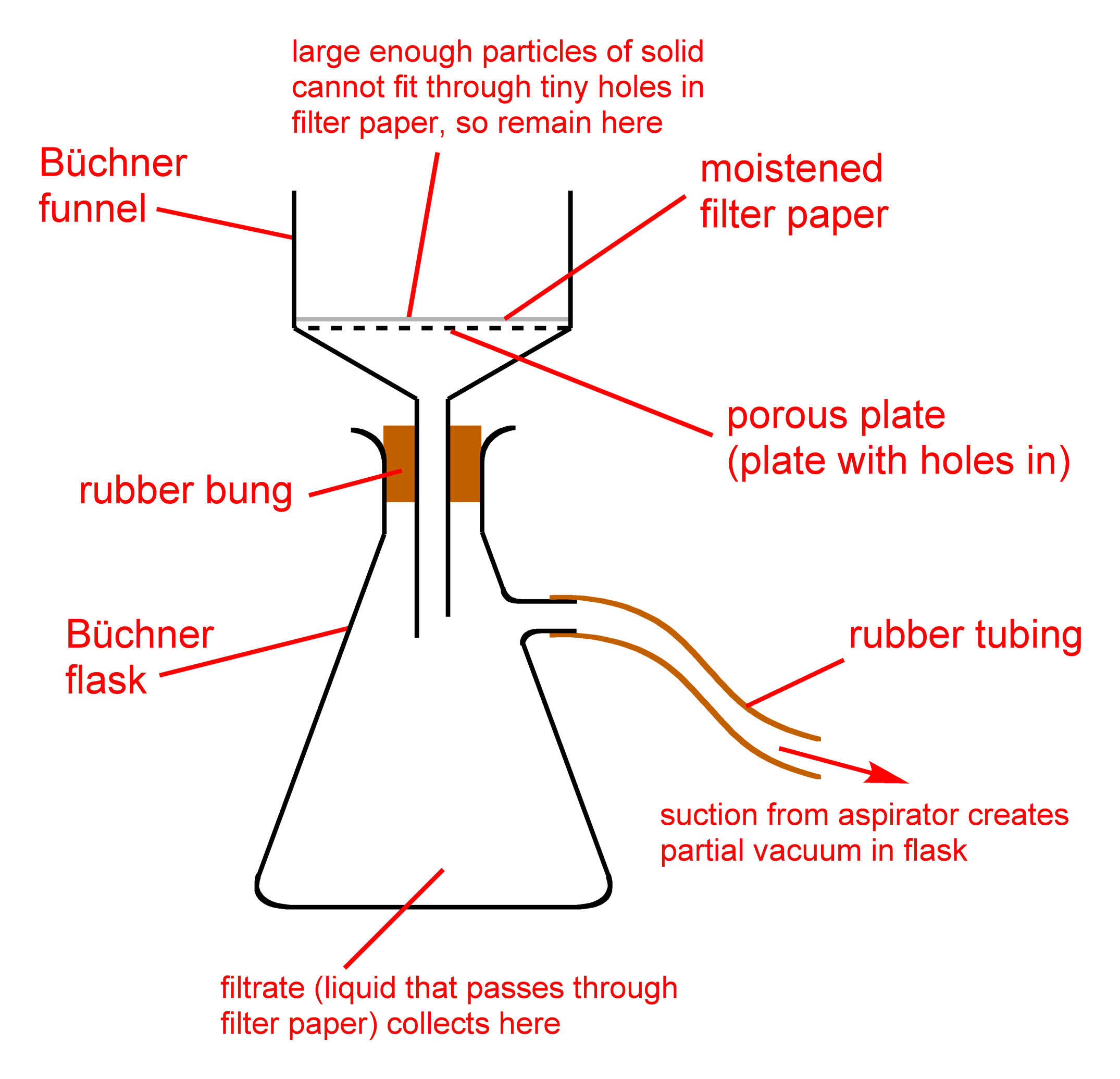
Desenho esquemático de um sistema de filtração à vácuo.

#### Filtração em fluxo tangencial

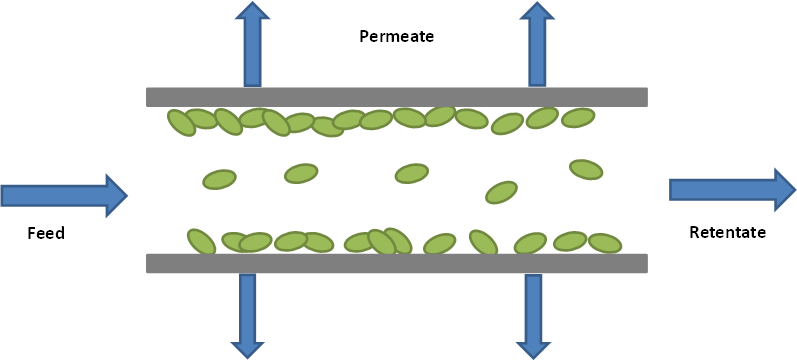
Desenho esquemático do processo em filtração de fluxo tangencial.

### Fração orgânica

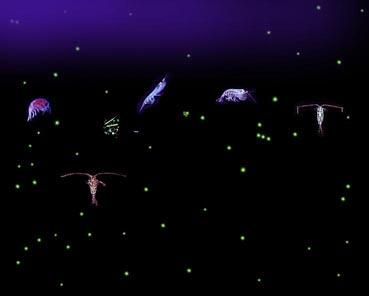
Organismos planctônicos que compõem o material particulado em suspensão.

A fração orgânica do material particulado em suspensão é composta por pequenos organismos planctônicos (fitoplâncton, zooplâncton, bactérias), fragmentos de plantas e animais em decomposição e pelotas fecais. Essa fração é denominada matéria orgânica particulada (MOP) e geralmente é quantificada em termos de carbono orgânico particulado (COP). Em oceanografia, estima-se que o carbono orgânico particulado representa 50% da matéria orgânica particulada. Assim, para calcular o total de matéria orgânica em suspensão na água, multiplica-se por dois o conteúdo em massa do carbono orgânico particulado. Os outros 50% compõem o nitrogênio orgânico particulado (NOP), o fósforo orgânico particulado (FOP) e outros elementos que fazem parte da composição da matéria orgânica. Dentro da fração orgânica, há ainda uma categoria que tem sido observada recentemente em ambientes aquáticos: os microplásticos. Eles são pequenos fragmentos de plástico em suspensão na água, provenientes da decomposição de material plástico que é dispensado indevidamente nos rios e oceanos.

### Fração inorgânica
A fração inorgânica do material particulado em suspensão geralmente é formada por grãos de areia, silte e argila. Ela é representada por minerais existentes nas rochas da crosta terrestre, argilominerais formados a partir de intemperismo, cinzas vulcânicas, partículas minerais liberadas durante erupções vulcânicas submarinas e fontes hidrotermais. Ainda constituem essa fração outras partículas inorgânicas, como carbonato de cálcio, sílica biogênica e sulfato de bário. Essas partículas são formadas por reações químicas de precipitação na própria coluna de água ou por atividade biológica.

### Material particulado autóctone

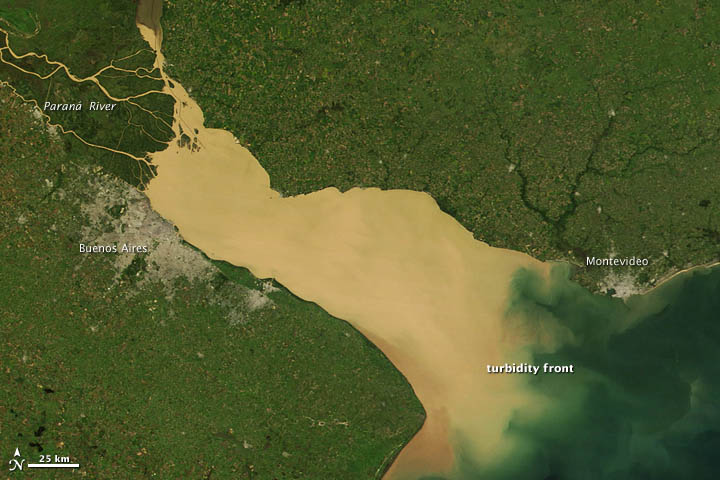
Imagem de satélite mostrando o material particulado em suspensão sendo transportado do estuário do Rio Paraná para o Oceano Atlântico.